# 花塘乡
花塘乡，是中华人民共和国湖南省郴州市临武县下辖的一个乡镇级行政单位。

## 行政区划
花塘乡下辖以下地区：
石门村、铺下村、斜江村、志木山村、下骆家村、夏家湾村、花塘村、农科村、靛江村、燕溪村、东村、香花铺村、东山村和常青村。